# 安佐郡
安佐郡（あさぐん）は、広島県にあった郡。

## 郡域
1898年（明治31年）に行政区画として発足した当時の郡域は、下記の区域にあたる。
- 広島市
  - 東区の一部（馬木町・馬木・福田町・福田）
  - 西区の一部（中広町、小河内町、山手町、竜王町、三滝本町、三滝山より北東および上天満町の一部）
  - 安佐南区の全域
  - 安佐北区の大部分（白木町各町を除く）

## 歴史
- 明治31年（1898年）10月1日 - 郡制の施行のため、沼田郡・高宮郡の区域をもって発足。以下の町村が所属。全域が現・広島市。名称は高宮郡がもともと安北郡、沼田郡がもともと佐東郡と呼ばれたことに由来する。（1町27村）
  - 旧・沼田郡（15村） - 三篠村、長束村、山本村、祇園村、西原村、東原村、川内村、八木村、緑井村、安村、伴村、戸山村、久地村、日浦村、小河内村
  - 旧・高宮郡（1町12村） - 三川村、鈴張村、飯室村、亀山村、大林村、三入村、可部町、中原村、深川村、狩小川村、福木村、落合村、口田村
- 明治32年（1899年）7月1日 - 郡制を施行。
- 明治40年（1907年）1月1日 - 三篠村が町制施行して三篠町となる。（2町26村）
- 大正9年（1920年）4月1日 - 西原村・東原村が合併して原村が発足。（2町25村）
- 大正12年（1923年）4月1日 - 郡会が廃止。郡役所は存続。
- 大正15年（1926年）7月1日 - 郡役所が廃止。以降は地域区分名称となる。
- 昭和4年（1929年）4月1日 - 三篠町が広島市に編入。（1町25村）
- 昭和13年（1938年）1月1日 - 祇園村が町制施行して祇園町となる。（2町24村）
- 昭和17年（1942年）7月1日 - 可部町・中原村が合併し、改めて可部町が発足。（2町23村）
- 昭和18年（1943年）
  - 10月1日 - 三川村が町制施行・改称して古市町となる。（3町22村）
  - 11月3日 - 長束村・山本村・祇園町・原村が合併し、改めて祇園町が発足。（3町19村）
- 昭和30年（1955年）
  - 3月31日（5町7村）
    - 深川村・狩小川村・落合村・口田村が合併して高陽町が発足。
    - 鈴張村・飯室村・小河内村・日浦村・久地村が合併して安佐町が発足。
    - 可部町・亀山村・三入村・大林村が合併し、改めて可部町が発足。

  - 4月1日 - 伴村・戸山村が合併して沼田町が発足。（6町5村）
  - 7月1日（7町1村）
    - 古市町・安村が合併して安古市町が発足。
    - 川内村・八木村・緑井村が合併して佐東町が発足。
- 昭和31年（1956年）3月31日 - 福木村が安芸郡温品村と合併して安芸郡安芸町が発足し、郡より離脱。（7町）
- 昭和46年（1971年）
  - 4月1日 - 沼田町が広島市に編入。（6町）
  - 5月20日 - 安佐町が広島市に編入。（5町）
- 昭和47年（1972年）
  - 4月1日 - 可部町が広島市に編入。（4町）
  - 8月27日 - 祇園町が広島市に編入。（3町）
- 昭和48年（1973年）3月20日 - 安古市町・佐東町・高陽町が広島市に編入。同日安佐郡消滅。広島県内では1898年の郡の再編以来、初の郡消滅となった。

### 変遷表
| 旧 郡    | 明治以前   | 明治以前   | 明治初年 - 明治11年 | 明治12年   | 明治15年   | 明治22年 4月1日 町村制施行 | 明治22年 - 大正15年        | 昭和元年 - 昭和14年        | 昭和15年 - 昭和29年             | 昭和30年 - 昭和39年                | 昭和40年 - 現在              | 現在            | 現在 |
| -------- | ---------- | ---------- | ------------------- | ---------- | ---------- | -------------------------- | -------------------------- | -------------------------- | ------------------------------- | ---------------------------------- | ---------------------------- | --------------- | ---- |
| 沼 田 郡 | 観音村     | 観音村     | 観音村              | 広島区     | 広島区     | 広島市                     | 広島市                     | 広島市                     | 広島市                          | 広島市                             | 広島市                       | 広島市 西区     |      |
| 沼 田 郡 | 川田村     | 川田村     | 明治4年 改称 川添村 | 広島区     | 広島区     | 広島市                     | 広島市                     | 広島市                     | 広島市                          | 広島市                             | 広島市                       | 広島市 西区     |      |
| 沼 田 郡 | 広島城下   | 広島城下   | 広島城下            | 広島区     | 広島区     | 広島市                     | 広島市                     | 広島市                     | 広島市                          | 広島市                             | 広島市                       | 広島市 中区     |      |
| 沼 田 郡 | 白島村     | 白島村     | 白島村              | 広島区     | 広島区     | 広島市                     | 広島市                     | 広島市                     | 広島市                          | 広島市                             | 広島市                       | 広島市 中区     |      |
| 沼 田 郡 | 船入村     | 船入村     | 船入村              | 広島区     | 広島区     | 広島市                     | 広島市                     | 広島市                     | 広島市                          | 広島市                             | 広島市                       | 広島市 中区     |      |
| 沼 田 郡 | 水主町新開 | 水主町新開 | 水主町新開          | 広島区     | 広島区     | 広島市                     | 広島市                     | 広島市                     | 広島市                          | 広島市                             | 広島市                       | 広島市 中区     |      |
| 沼 田 郡 | 吉島新開   | 吉島新開   | 吉島新開            | 広島区     | 広島区     | 広島市                     | 広島市                     | 広島市                     | 広島市                          | 広島市                             | 広島市                       | 広島市 中区     |      |
| 沼 田 郡 | 六町目村   | 六町目村   | 六町目村            | 広島区     | 広島区     | 広島市                     | 広島市                     | 広島市                     | 広島市                          | 広島市                             | 広島市                       | 広島市 中区     |      |
| 沼 田 郡 | 江波新開   | 江波新開   | 江波新開            | 広島区     | 広島区     | 広島市                     | 広島市                     | 広島市                     | 広島市                          | 広島市                             | 広島市                       | 広島市 中区     |      |
| 沼 田 郡 | 江波村     | 江波村     | 江波村              | 江波村     | 江波村     | 広島市                     | 広島市                     | 広島市                     | 広島市                          | 広島市                             | 広島市                       | 広島市 中区     |      |
| 沼 田 郡 | 広瀬村     | 一部       | 広瀬村              | 広瀬村     | 広瀬村     | 広島市                     | 広島市                     | 広島市                     | 広島市                          | 広島市                             | 広島市                       | 広島市 中区     |      |
| 沼 田 郡 | 広瀬村     | 一部       | 広瀬村              | 広瀬村     | 広瀬村     | 広島市                     | 広島市                     | 広島市                     | 広島市                          | 広島市                             | 広島市                       | 広島市 西区     |      |
| 沼 田 郡 | 竹屋村     | 竹屋村     | 竹屋村              | 竹屋村     | 竹屋村     | 広島市                     | 広島市                     | 広島市                     | 広島市                          | 広島市                             | 広島市                       | 広島市 西区     |      |
| 沼 田 郡 | 国泰寺村   | 国泰寺村   | 国泰寺村            | 国泰寺村   | 国泰寺村   | 広島市                     | 広島市                     | 広島市                     | 広島市                          | 広島市                             | 広島市                       | 広島市 西区     |      |
| 沼 田 郡 | 楠木村     | 楠木村     | 楠木村              | 楠木村     | 楠木村     | 三篠村                     | 明治40年1月1日 町制 三篠町 | 昭和4年4月1日 広島市に編入 | 広島市                          | 広島市                             | 広島市                       | 広島市 西区     |      |
| 沼 田 郡 | 打越村     | 打越村     | 打越村              | 打越村     | 打越村     | 三篠村                     | 明治40年1月1日 町制 三篠町 | 昭和4年4月1日 広島市に編入 | 広島市                          | 広島市                             | 広島市                       | 広島市 西区     |      |
| 沼 田 郡 | 新庄村     | 新庄村     | 新庄村              | 新庄村     | 新庄村     | 三篠村                     | 明治40年1月1日 町制 三篠町 | 昭和4年4月1日 広島市に編入 | 広島市                          | 広島市                             | 広島市                       | 広島市 西区     |      |
| 沼 田 郡 | 飯室村     | 飯室村     | 飯室村              | 飯室村     | 飯室村     | 飯室村                     | 飯室村                     | 飯室村                     | 飯室村                          | 昭和30年3月31日 安佐町             | 昭和46年5月20日 広島市に編入 | 広島市 安佐北区 |      |
| 沼 田 郡 | 鈴張村     | 鈴張村     | 鈴張村              | 鈴張村     | 鈴張村     | 鈴張村                     | 鈴張村                     | 鈴張村                     | 鈴張村                          | 昭和30年3月31日 安佐町             | 昭和46年5月20日 広島市に編入 | 広島市 安佐北区 |      |
| 沼 田 郡 | 関屋村     | 関屋村     | 関屋村              | 関屋村     | 鈴張村     | 鈴張村                     | 鈴張村                     | 鈴張村                     | 鈴張村                          | 昭和30年3月31日 安佐町             | 昭和46年5月20日 広島市に編入 | 広島市 安佐北区 |      |
| 沼 田 郡 | 小河内村   | 小河内村   | 小河内村            | 小河内村   | 小河内村   | 小河内村                   | 小河内村                   | 小河内村                   | 小河内村                        | 昭和30年3月31日 安佐町             | 昭和46年5月20日 広島市に編入 | 広島市 安佐北区 |      |
| 高 宮 郡 | 久地村     | 久地村     | 久地村              | 久地村     | 久地村     | 久地村                     | 久地村                     | 久地村                     | 久地村                          | 昭和30年3月31日 安佐町             | 昭和46年5月20日 広島市に編入 | 広島市 安佐北区 |      |
| 高 宮 郡 | 毛木村     | 毛木村     | 毛木村              | 毛木村     | 毛木村     | 日浦村                     | 日浦村                     | 日浦村                     | 日浦村                          | 昭和30年3月31日 安佐町             | 昭和46年5月20日 広島市に編入 | 広島市 安佐北区 |      |
| 高 宮 郡 | 後山村     | 後山村     | 後山村              | 後山村     | 後山村     | 日浦村                     | 日浦村                     | 日浦村                     | 日浦村                          | 昭和30年3月31日 安佐町             | 昭和46年5月20日 広島市に編入 | 広島市 安佐北区 |      |
| 高 宮 郡 | 宮野村     | 宮野村     | 宮野村              | 宮野村     | 宮野村     | 日浦村                     | 日浦村                     | 日浦村                     | 日浦村                          | 昭和30年3月31日 安佐町             | 昭和46年5月20日 広島市に編入 | 広島市 安佐北区 |      |
| 高 宮 郡 | 筒瀬村     | 筒瀬村     | 筒瀬村              | 筒瀬村     | 筒瀬村     | 日浦村                     | 日浦村                     | 日浦村                     | 日浦村                          | 昭和30年3月31日 安佐町             | 昭和46年5月20日 広島市に編入 | 広島市 安佐北区 |      |
| 高 宮 郡 | 可部町     | 可部町     | 可部町              | 可部町     | 可部町     | 可部町                     | 可部町                     | 可部町                     | 昭和17年7月1日 可部町           | 昭和30年3月31日 可部町             | 昭和47年4月1日 広島市に編入  | 広島市 安佐北区 |      |
| 高 宮 郡 | 中島村     | 中島村     | 中島村              | 中島村     | 中島村     | 中原村                     | 中原村                     | 中原村                     | 昭和17年7月1日 可部町           | 昭和30年3月31日 可部町             | 昭和47年4月1日 広島市に編入  | 広島市 安佐北区 |      |
| 高 宮 郡 | 上原村     | 上原村     | 上原村              | 上原村     | 上原村     | 中原村                     | 中原村                     | 中原村                     | 昭和17年7月1日 可部町           | 昭和30年3月31日 可部町             | 昭和47年4月1日 広島市に編入  | 広島市 安佐北区 |      |
| 高 宮 郡 | 下中野村   | 下中野村   | 下中野村            | 下中野村   | 中野村     | 中原村                     | 中原村                     | 中原村                     | 昭和17年7月1日 可部町           | 昭和30年3月31日 可部町             | 昭和47年4月1日 広島市に編入  | 広島市 安佐北区 |      |
| 高 宮 郡 | 上中野村   | 上中野村   | 上中野村            | 上中野村   | 中野村     | 中原村                     | 中原村                     | 中原村                     | 昭和17年7月1日 可部町           | 昭和30年3月31日 可部町             | 昭和47年4月1日 広島市に編入  | 広島市 安佐北区 |      |
| 高 宮 郡 | 水落村     | 水落村     | 水落村              | 水落村     | 城村       | 中原村                     | 中原村                     | 中原村                     | 昭和17年7月1日 可部町           | 昭和30年3月31日 可部町             | 昭和47年4月1日 広島市に編入  | 広島市 安佐北区 |      |
| 高 宮 郡 | 九品寺村   | 九品寺村   | 九品寺村            | 九品寺村   | 城村       | 中原村                     | 中原村                     | 中原村                     | 昭和17年7月1日 可部町           | 昭和30年3月31日 可部町             | 昭和47年4月1日 広島市に編入  | 広島市 安佐北区 |      |
| 高 宮 郡 | 大林村     | 大林村     | 大林村              | 大林村     | 大林村     | 大林村                     | 大林村                     | 大林村                     | 大林村                          | 昭和30年3月31日 可部町             | 昭和47年4月1日 広島市に編入  | 広島市 安佐北区 |      |
| 高 宮 郡 | 勝木村     | 勝木村     | 勝木村              | 勝木村     | 勝木村     | 亀山村                     | 亀山村                     | 亀山村                     | 亀山村                          | 昭和30年3月31日 可部町             | 昭和47年4月1日 広島市に編入  | 広島市 安佐北区 |      |
| 高 宮 郡 | 大毛寺村   | 大毛寺村   | 大毛寺村            | 大毛寺村   | 大毛寺村   | 亀山村                     | 亀山村                     | 亀山村                     | 亀山村                          | 昭和30年3月31日 可部町             | 昭和47年4月1日 広島市に編入  | 広島市 安佐北区 |      |
| 高 宮 郡 | 今井田村   | 今井田村   | 今井田村            | 今井田村   | 今井田村   | 亀山村                     | 亀山村                     | 亀山村                     | 亀山村                          | 昭和30年3月31日 可部町             | 昭和47年4月1日 広島市に編入  | 広島市 安佐北区 |      |
| 高 宮 郡 | 綾ヶ谷村   | 綾ヶ谷村   | 綾ヶ谷村            | 綾ヶ谷村   | 綾ヶ谷村   | 亀山村                     | 亀山村                     | 亀山村                     | 亀山村                          | 昭和30年3月31日 可部町             | 昭和47年4月1日 広島市に編入  | 広島市 安佐北区 |      |
| 高 宮 郡 | 上四日市村 | 上四日市村 | 上四日市村          | 上四日市村 | 四日市村   | 亀山村                     | 亀山村                     | 亀山村                     | 亀山村                          | 昭和30年3月31日 可部町             | 昭和47年4月1日 広島市に編入  | 広島市 安佐北区 |      |
| 高 宮 郡 | 下四日市村 | 下四日市村 | 下四日市村          | 下四日市村 | 四日市村   | 亀山村                     | 亀山村                     | 亀山村                     | 亀山村                          | 昭和30年3月31日 可部町             | 昭和47年4月1日 広島市に編入  | 広島市 安佐北区 |      |
| 高 宮 郡 | 南原村     | 南原村     | 南原村              | 南原村     | 南原村     | 三入村                     | 三入村                     | 三入村                     | 三入村                          | 昭和30年3月31日 可部町             | 昭和47年4月1日 広島市に編入  | 広島市 安佐北区 |      |
| 高 宮 郡 | 下町屋村   | 下町屋村   | 下町屋村            | 下町屋村   | 下町屋村   | 三入村                     | 三入村                     | 三入村                     | 三入村                          | 昭和30年3月31日 可部町             | 昭和47年4月1日 広島市に編入  | 広島市 安佐北区 |      |
| 高 宮 郡 | 上町屋村   | 上町屋村   | 上町屋村            | 上町屋村   | 上町屋村   | 三入村                     | 三入村                     | 三入村                     | 三入村                          | 昭和30年3月31日 可部町             | 昭和47年4月1日 広島市に編入  | 広島市 安佐北区 |      |
| 高 宮 郡 | 桐原村     | 桐原村     | 桐原村              | 桐原村     | 桐原村     | 三入村                     | 三入村                     | 三入村                     | 三入村                          | 昭和30年3月31日 可部町             | 昭和47年4月1日 広島市に編入  | 広島市 安佐北区 |      |
| 高 宮 郡 | 中深川村   | 中深川村   | 中深川村            | 中深川村   | 中深川村   | 深川村                     | 深川村                     | 深川村                     | 深川村                          | 昭和30年3月31日 高陽町             | 昭和48年3月20日 広島市に編入 | 広島市 安佐北区 |      |
| 高 宮 郡 | 下深川村   | 下深川村   | 下深川村            | 下深川村   | 下深川村   | 深川村                     | 深川村                     | 深川村                     | 深川村                          | 昭和30年3月31日 高陽町             | 昭和48年3月20日 広島市に編入 | 広島市 安佐北区 |      |
| 高 宮 郡 | 諸木村     | 諸木村     | 諸木村              | 諸木村     | 諸木村     | 深川村                     | 明治28年9月1日 分立 落合村 | 落合村                     | 落合村                          | 昭和30年3月31日 高陽町             | 昭和48年3月20日 広島市に編入 | 広島市 安佐北区 |      |
| 高 宮 郡 | 末光村     | 末光村     | 末光村              | 末光村     | 末光村     | 深川村                     | 明治28年9月1日 分立 落合村 | 落合村                     | 落合村                          | 昭和30年3月31日 高陽町             | 昭和48年3月20日 広島市に編入 | 広島市 安佐北区 |      |
| 高 宮 郡 | 岩上村     | 岩上村     | 岩上村              | 岩上村     | 岩上村     | 深川村                     | 明治28年9月1日 分立 落合村 | 落合村                     | 落合村                          | 昭和30年3月31日 高陽町             | 昭和48年3月20日 広島市に編入 | 広島市 安佐北区 |      |
| 高 宮 郡 | 玖村       | 玖村       | 玖村                | 玖村       | 玖村       | 深川村                     | 明治28年9月1日 分立 落合村 | 落合村                     | 落合村                          | 昭和30年3月31日 高陽町             | 昭和48年3月20日 広島市に編入 | 広島市 安佐北区 |      |
| 高 宮 郡 | 小田村     | 小田村     | 小田村              | 小田村     | 小田村     | 口田村                     | 口田村                     | 口田村                     | 口田村                          | 昭和30年3月31日 高陽町             | 昭和48年3月20日 広島市に編入 | 広島市 安佐北区 |      |
| 高 宮 郡 | 矢口村     | 矢口村     | 矢口村              | 矢口村     | 矢口村     | 口田村                     | 口田村                     | 口田村                     | 口田村                          | 昭和30年3月31日 高陽町             | 昭和48年3月20日 広島市に編入 | 広島市 安佐北区 |      |
| 高 宮 郡 | 狩留家村   | 狩留家村   | 狩留家村            | 狩留家村   | 狩留家村   | 狩小川村                   | 狩小川村                   | 狩小川村                   | 狩小川村                        | 昭和30年3月31日 高陽町             | 昭和48年3月20日 広島市に編入 | 広島市 安佐北区 |      |
| 高 宮 郡 | 上深川村   | 上深川村   | 上深川村            | 上深川村   | 上深川村   | 狩小川村                   | 狩小川村                   | 狩小川村                   | 狩小川村                        | 昭和30年3月31日 高陽町             | 昭和48年3月20日 広島市に編入 | 広島市 安佐北区 |      |
| 高 宮 郡 | 小河原村   | 小河原村   | 小河原村            | 小河原村   | 小河原村   | 狩小川村                   | 狩小川村                   | 狩小川村                   | 狩小川村                        | 昭和30年3月31日 高陽町             | 昭和48年3月20日 広島市に編入 | 広島市 安佐北区 |      |
| 高 宮 郡 | 中筋古市村 | 中筋古市村 | 中筋古市村          | 中筋古市村 | 中筋古市村 | 三川村                     | 三川村                     | 三川村                     | 昭和18年10月1日 改称町制 古市町 | 昭和30年7月1日 安古市町            | 昭和48年3月20日 広島市に編入 | 広島市 安佐南区 |      |
| 高 宮 郡 | 東野村     | 東野村     | 東野村              | 東野村     | 東野村     | 三川村                     | 三川村                     | 三川村                     | 昭和18年10月1日 改称町制 古市町 | 昭和30年7月1日 安古市町            | 昭和48年3月20日 広島市に編入 | 広島市 安佐南区 |      |
| 沼 田 郡 | 大町村     | 大町村     | 大町村              | 大町村     | 大町村     | 安村                       | 安村                       | 安村                       | 安村                            | 昭和30年7月1日 安古市町            | 昭和48年3月20日 広島市に編入 | 広島市 安佐南区 |      |
| 沼 田 郡 | 中須村     | 中須村     | 中須村              | 中須村     | 中須村     | 安村                       | 安村                       | 安村                       | 安村                            | 昭和30年7月1日 安古市町            | 昭和48年3月20日 広島市に編入 | 広島市 安佐南区 |      |
| 沼 田 郡 | 相田村     | 相田村     | 相田村              | 相田村     | 相田村     | 安村                       | 安村                       | 安村                       | 安村                            | 昭和30年7月1日 安古市町            | 昭和48年3月20日 広島市に編入 | 広島市 安佐南区 |      |
| 沼 田 郡 | 上安村     | 上安村     | 上安村              | 上安村     | 上安村     | 安村                       | 安村                       | 安村                       | 安村                            | 昭和30年7月1日 安古市町            | 昭和48年3月20日 広島市に編入 | 広島市 安佐南区 |      |
| 沼 田 郡 | 高取村     | 高取村     | 高取村              | 高取村     | 高取村     | 安村                       | 安村                       | 安村                       | 安村                            | 昭和30年7月1日 安古市町            | 昭和48年3月20日 広島市に編入 | 広島市 安佐南区 |      |
| 沼 田 郡 | 長楽寺村   | 長楽寺村   | 長楽寺村            | 長楽寺村   | 長楽寺村   | 安村                       | 安村                       | 安村                       | 安村                            | 昭和30年7月1日 安古市町            | 昭和48年3月20日 広島市に編入 | 広島市 安佐南区 |      |
| 沼 田 郡 | 緑井村     | 緑井村     | 緑井村              | 緑井村     | 緑井村     | 緑井村                     | 緑井村                     | 緑井村                     | 緑井村                          | 昭和30年7月1日 佐東町              | 昭和48年3月20日 広島市に編入 | 広島市 安佐南区 |      |
| 沼 田 郡 | 温井村     | 温井村     | 温井村              | 温井村     | 温井村     | 川内村                     | 川内村                     | 川内村                     | 川内村                          | 昭和30年7月1日 佐東町              | 昭和48年3月20日 広島市に編入 | 広島市 安佐南区 |      |
| 沼 田 郡 | 中調子村   | 中調子村   | 中調子村            | 中調子村   | 中調子村   | 川内村                     | 川内村                     | 川内村                     | 川内村                          | 昭和30年7月1日 佐東町              | 昭和48年3月20日 広島市に編入 | 広島市 安佐南区 |      |
| 沼 田 郡 | 八木村     | 八木村     | 八木村              | 八木村     | 八木村     | 八木村                     | 八木村                     | 八木村                     | 八木村                          | 昭和30年7月1日 佐東町              | 昭和48年3月20日 広島市に編入 | 広島市 安佐南区 |      |
| 沼 田 郡 | 伴村       | 伴村       | 伴村                | 伴村       | 伴村       | 伴村                       | 伴村                       | 伴村                       | 伴村                            | 昭和30年4月1日 沼田町              | 昭和46年4月1日 広島市に編入  | 広島市 安佐南区 |      |
| 沼 田 郡 | 大塚村     | 大塚村     | 大塚村              | 大塚村     | 大塚村     | 伴村                       | 伴村                       | 伴村                       | 伴村                            | 昭和30年4月1日 沼田町              | 昭和46年4月1日 広島市に編入  | 広島市 安佐南区 |      |
| 沼 田 郡 | 阿戸村     | 阿戸村     | 阿戸村              | 阿戸村     | 阿戸村     | 戸山村                     | 戸山村                     | 戸山村                     | 戸山村                          | 昭和30年4月1日 沼田町              | 昭和46年4月1日 広島市に編入  | 広島市 安佐南区 |      |
| 沼 田 郡 | 吉山村     | 吉山村     | 吉山村              | 吉山村     | 吉山村     | 戸山村                     | 戸山村                     | 戸山村                     | 戸山村                          | 昭和30年4月1日 沼田町              | 昭和46年4月1日 広島市に編入  | 広島市 安佐南区 |      |
| 沼 田 郡 | 南下安村   | 南下安村   | 南下安村            | 南下安村   | 南下安村   | 祇園村                     | 祇園村                     | 昭和13年1月1日 町制 祇園町 | 昭和18年11月3日 祇園町          | 祇園町                             | 昭和47年8月27日 広島市に編入 | 広島市 安佐南区 |      |
| 沼 田 郡 | 北下安村   | 北下安村   | 北下安村            | 北下安村   | 北下安村   | 祇園村                     | 祇園村                     | 昭和13年1月1日 町制 祇園町 | 昭和18年11月3日 祇園町          | 祇園町                             | 昭和47年8月27日 広島市に編入 | 広島市 安佐南区 |      |
| 沼 田 郡 | 長束村     | 長束村     | 長束村              | 長束村     | 長束村     | 長束村                     | 長束村                     | 長束村                     | 昭和18年11月3日 祇園町          | 祇園町                             | 昭和47年8月27日 広島市に編入 | 広島市 安佐南区 |      |
| 沼 田 郡 | 西原村     | 西原村     | 西原村              | 西原村     | 西原村     | 西原村                     | 大正9年4月1日 原村         | 原村                       | 昭和18年11月3日 祇園町          | 祇園町                             | 昭和47年8月27日 広島市に編入 | 広島市 安佐南区 |      |
| 沼 田 郡 | 東原村     | 東原村     | 東原村              | 東原村     | 東原村     | 東原村                     | 大正9年4月1日 原村         | 原村                       | 昭和18年11月3日 祇園町          | 祇園町                             | 昭和47年8月27日 広島市に編入 | 広島市 安佐南区 |      |
| 沼 田 郡 | 東山本村   | 東山本村   | 東山本村            | 東山本村   | 東山本村   | 山本村                     | 山本村                     | 山本村                     | 昭和18年11月3日 祇園町          | 祇園町                             | 昭和47年8月27日 広島市に編入 | 広島市 安佐南区 |      |
| 沼 田 郡 | 西山本村   | 西山本村   | 西山本村            | 西山本村   | 西山本村   | 山本村                     | 山本村                     | 山本村                     | 昭和18年11月3日 祇園町          | 祇園町                             | 昭和47年8月27日 広島市に編入 | 広島市 安佐南区 |      |
| 高 宮 郡 | 馬木村     | 馬木村     | 馬木村              | 馬木村     | 馬木村     | 福木村                     | 福木村                     | 福木村                     | 福木村                          | 昭和31年3月31日 安芸郡安芸町の一部 | 昭和49年11月1日 広島市に編入 | 広島市 東区     |      |
| 高 宮 郡 | 福田村     | 福田村     | 福田村              | 福田村     | 福田村     | 福木村                     | 福木村                     | 福木村                     | 福木村                          | 昭和31年3月31日 安芸郡安芸町の一部 | 昭和49年11月1日 広島市に編入 | 広島市 東区     |      |

## 行政
歴代郡長
| 代 | 氏名 | 就任年月日                | 退任年月日                | 備考                   |
| -- | ---- | ------------------------- | ------------------------- | ---------------------- |
| 1  |      | 明治31年（1898年）10月1日 |                           |                        |
|    |      |                           | 大正15年（1926年）6月30日 | 郡役所廃止により、廃官 |